# Fernanda Tavares

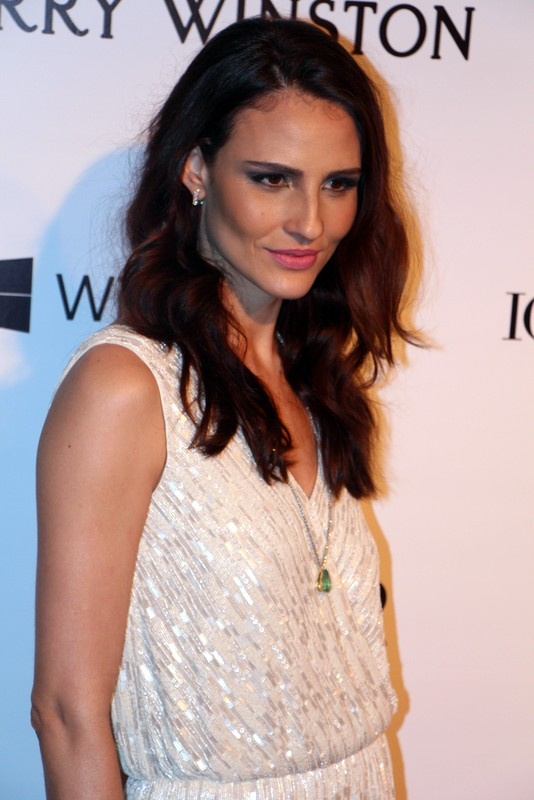
Fernanda Tavares

Fernanda Tavares (* 22. September 1980 in Natal) ist ein brasilianisches Model.
Fernanda Tavares wurde mit 13 Jahren als Teilnehmerin eines Modelwettbewerbs entdeckt. Als Laufstegmodel war sie dann ab 1998 in Schauen von Versace oder Matthew Williamson zu sehen. 2000 bis 2005 wirkt sie an den Victoria’s Secret Fashion Shows mit. Sie war Covermodel der Vogue und der Elle. 2005 moderierte sie die Styling-Show Missão bei MTV Brasil.